# Brad Evans (ciclista)
Brad Evans (n. Nueva Zelanda, 8 de mayo de 1992), es un ciclista neozelandés que corre en el equipo Mobius-BridgeLane de categoría Continental.

## Palmarés
2015
- Tour de Southland, más 1 etapa
- Tour de Tasmania, más 1 etapa

2016
- 1 etapa del New Zealand Cycle Classic[1]
- 1 etapa del Tour de Corea[2]